# Фрэсс, Женевьев
Женевьев Фрэсс (фр. Geneviève Fraisse; род. 7 октября 1948, Париж, Франция) — французский философ, феминистка, заслуженный директор по исследованиям CNRS / CRAL — EHESS (научно-исследовательский центр, посвящённый искусству, творчеству, литературе, философии, музыке и пр.).

## Биография

### Семья и образование
Женевьев Фрэсс родилась в Париже. Выросла в центре персоналистического философского сообщества «Murs blancs», который был основан Эммануэлем Мунье в Шатене-Малабри. Её родители, Поль Фрэсс (1911—1996), автор книг по экспериментальной психологии, и Симона Фрэсс (1913—2004), автор книг о Шарле Пеги, Эрнесте Ренане, Симоне Вейль, сотрудница журнала Esprit и пр. — были профессорами Сорбонны. Во время событий «Красного мая» 1968 года Женевьев была студенткой первого курса философии на факультете искусств в Париже. В 1975 году вместе с группой философов и учёных во главе с Жаком Рансьером, она стала соучредителем интеллектуального журнала «Логические бунты» (фр. Les Révoltes logiques).

### Академическая карьера
Женевьев Фрэсс преподавала философию. В 1977 году она работала в Национально-исследовательском институте в области образования (INRP), где стала соредактором издания La Presse d'éducation et d’enseignement (в переводе с фр. — «Педагогическая пресса по вопросам образования и обучения»). В 1983 году Фрэсс присоединилась к Национальному центру научных исследований (CNRS). В 1984 году участвовала в создании Международного философского колледжа (CIPH). В 1990 году она была приглашённым научным сотрудником в Институте перспективных исследований.
Женевьев Фрэсс является соредактором четвёртого тома «История женщин на Западе» совместно с Мишель Перро (1991).
Она тесно сотрудничала со многими историками в течение двадцати лет, с конца 1970-х годов.
Получила докторскую степень Высшей школы социальных наук в 1997 году, является директором по научным исследованиям CNRS с 1997 года. В 2000—2002 годах Женевьев работала приглашённым профессором Ратгерского университета в США.
С 2004 по 2008 год она являлась продюсером France Culture — национальной культурной французской радиостанции (L’Europe des idées).
Она также была президентом научного комитета Института Эмили-дю-Шатле с 2006 по 2010 год.
С 2011 по 2013 год Фрэсс вела курс философии под названием «Гендерное и демократическое мышление» в парижском Институте политических исследований в рамках PRESAGE (Программа исследования и преподавания знаний по гендерным вопросам).
Фрэсс внесла значительный вклад в социо-культурный блог LibéRation de Philo.

### Политическая деятельность
Межведомственный делегат по правам женщин с 1997 по 1998 год и депутат Европарламента с 1999 по 2004 год. Там являлась независимым (беспартийным) членом группы Европейских объединённых левых / Лево-зелёных Севера, будучи избрана от французского левого списка во главе с коммунистическим лидером Робером Ю. Фрэсс инициировала два парламентских отчёта, один о исполнительских искусствах, другой о женщинах в спорте

## Направления исследований
Автор двадцати книг, её работы посвящены преимущественно политико-феминистской тематике.
Работы Женевьев, основаные на размышлениях о происхождении мысли, позволяют выделить три основные оси проблематизации:
1. построение «демократической генеалогии», начиная с Великой французской революции: здесь подчеркивается взаимосвязь между изоляцией и эмансипацией женщин вокруг понятий политического и художественного гражданства, а также дебатами по «женскому» вопросу и парадоксу между политическим представительством и правительством. Перспектива искусства подчеркивает с этой точки зрения «разрушение» представлений внутри самой традиции.
2. отражение слов эмансипации[12] путем концептуализации таких понятий и выражений как домашняя служба, исключительная демократия, два правительства (внутреннее / политическое), разнообразие / смешение полов, согласие, привилегии, политическая нагота перед лицом принципов равенства и свободы.
3. обсуждение понятий «пол/гендер» в философской и исторической традиции с целью создания области исследования.

В отличие от философии идентичности, поднимается вопрос не о том, «что думать», а «как думать».

### Публикации
- Женщины всеми руками/ Очерк домашней прислуги, Сеуил, 1979 г.; новое расширенное издание : Service ou servitude, Очерк женщин всеми руками, Le Bord de l’eau, 2009, Points-Seuil, 2021
- Клеманс Руайе, философ и ученый, La Découverte, 1985, переиздание 2002
- Muse de la raison, Демократия и изоляция женщин во Франции, Alinea 1989, Folio Gallimard, 1995, 2017
- История женщины на Западе. Полет. IV, XIX — XIX век , редактируется совместно с Мишель Перро под руководством Жоржа Дуби и Мишель Перро, Plon, 1991, Tempus, 2002
- La Raison des femmes, Plon, 1992, частично включен в книгу «Женщины и их история»
- Различие полов, PUF, 1996, включен в жанр À side du : гендер и философия равенства
- Женщины и их история, Folio Gallimard, 1998, 2019, частичная обложка La Raison des femmes и другие тексты
- Две женщины в царстве мужчин, Розелин Бачело-Наркин и Гислен Оттенхеймер, Hachette Littérature, 1999.
- La Controverse des sexes, PUF, 2001, включен в жанр À side du : гендер и философия равенства
- Два правительства : Семья и город, Folio Gallimard, 2000, 2019
- Смесь полов, Gallimard jeunesse, 2006
- Ду согласия, Сеуил, 2007 г., расширенное издание эпилога "И отказ дать согласие ? ", 2017
- Привилегия Симоны де Бовуар, Actes Sud, 2008 г. ; Расширенное издание Folio Gallimard, 2018 г.
- Европа идей, за которыми следует турист в демократии : хроника избранного члена Европейского парламента, 1999—2004 гг. (с Кристин Гедж), L’Harmattan / France Culture, 2008, 353 с.
- Рядом с жанром : секс и философия равенства, Le Bord de l’eau, 2010, возобновление «Различия полов», «Противоречие полов» и другие тексты.
- Фабрика феминизма : тексты и интервью, Le Passager clandestin, 2012, карманное издание 2018
- Les Excesses du genre, концепт, образ, нагота, Lines, 2014, расширенное издание, Threshold, 2019
- Сексуальность мира, Размышления об эмансипации, Press de Sciences Po, 2016
- Продолжение истории, актрисы, создатели, Сеуил, 2019
- Феминизм и философия, Folio Gallimard, 2020

### Предисловия (выборка)
- Pionnières. Mil neuf cent, revue d’histoire intellectuelle (16). 1998.
- «Фактура истории женщин», послесловие к книге « Женщины и Вторая мировая война», Autrement, 2001 г.
- «Факт, закон и символ», «Смесь в образовании, прошлые и настоящие проблемы», под руководством Ребекки Роджерс, ENS éditions, 2004
- «Просто творческий», Жером Доривал, Элен де Монжеру, Маркиза и Марсельеза, Симетри, Лион, 2006 г.
- «Знак равенства или логика в истории», Юбертина Оклерт, пионер феминизма, Избранные тексты, Bleu around, 2007
- «Писатель», Франсуаза д’Обонн, женщина по имени Кастор, моя подруга Симона де Бовуар, Париж, L’Harmattan, 2008
- «Как возникает феминизм», эти мужчины, которые поддержали дело женщин: десять британских пионеров под руководством Мартин Моничелли и Мишеля Прума, Париж, Éditions de l’Atelier, 2010
- «Назад», Кэрол Патман, Сексуальный контракт, перевод Шарлотты Нордманн, послесловие Эрика Фассена, La Découverte, 2010
- «Судьба женщин», Фанни Рауль, Мнение женщины о женщинах (1801), Le Passager clandestin, 2011
- «Беги, сестренка, авангард позади», Беренжер Колли, И наши разлученные сестры … : чтения женского общества, Éditions Lussaud, Fontenay-le-Comte, 2012 г.
- «Pour le court-circuit», Женщины, гендер, феминизм в Средиземноморье. Ветер мысли, дань уважения Франсуазе Коллен, под редакцией Кристиан Вови и Мирей Аззу, Сен-Дени, Éditions Bouchène, 2014 г.
- «История как феномен», Ален Бросса, Les Tondues, паршивая карнавал, Éditions Téraèdre, 2015
- «Парадокс и правда», Choderlos de Laclos, Об образовании женщин, Éditions des Équateurs, 2018 г.
- «Потребность в родословной», Изабель Альфонси, За эстетику эмансипации, построение линий квир-арта, B42, 2019
- «Бойтесь пробуждения правды», Олимпи де Гуж, Декларация прав женщин и граждан и другие тексты, Librio, 2021 г.

### DVD
- С уважением к спорту, производство Бенджамина Пичери, Издательство Montparnasse, 2015 г.
- Женевьев Фрэсс, философ и феминист, режиссёр Дениз Бриаль, феминистские видео Atalante, 2020